# Eckhart von Vietinghoff
Eckhart Freiherr von Vietinghoff (* 7. Oktober 1944 in Göttingen) ist ein deutscher Jurist.

## Leben
Von Vietinghoff studierte Rechtswissenschaft und promovierte. Von 1974 bis 1980 stand er im höheren Verwaltungsdienst, war von 1980 bis 1984 Oberstadtdirektor in Hildesheim und von 1984 bis 2008 Präsident des Landeskirchenamts Hannover der Evangelisch-lutherischen Landeskirche Hannovers. Von 1985 bis 1991 und von 1997 bis 2003 war von Vietinghoff Mitglied des Rates der Evangelischen Kirche in Deutschland (EKD), seit 1990 Vorsitzender mehrerer Ausschüsse und Arbeitsgruppen der EKD, seit 1993 Ehrensenator der medizinischen Hochschule Hannover und war von 2003 bis 2010 Mitglied des Hochschulrates der Leibniz Universität Hannover. Er ist Rechtsritter des Johanniterordens. Vietinghoff wurde 2011 mit der Uhlhorn-Plakette ausgezeichnet. Von 2010 bis 2022 war er Vorsitzender des Vorstandes der Stiftung zur Bewahrung kirchlicher Baudenkmäler in Deutschland.

## Schriften (Auswahl)
- mit Eckhard Nagel (Hrsg.): Sind wir zum Frieden fähig?, LVH, Hannover 2002 (= Hanns-Lilje-Forum Bd. 5), ISBN 3-7859-0837-7
- mit Eckhard Nagel (Hrsg.): Was ist der Mensch – noch?, LVH, Hannover 2002 (= Hanns-Lilje-Forum Bd. 6), ISBN 3-7859-0873-3
- mit Eckhard Nagel (Hrsg.): Bildung neu denken, LVH, Hannover 2003 (= Hanns-Lilje-Forum Bd. 7), ISBN 3-7859-0890-3
- mit Eckhard Nagel (Hrsg.): Alt gegen Jung – Jung gegen Alt, LVH, Hannover 2005 (= Hanns-Lilje-Forum Bd. 8), ISBN 3-7859-0904-7

## Auszeichnungen
- 2008: Ehrendoktorwürde der Theologie der Georg-August-Universität Göttingen
- 2010: Ehrenmedaille der Leibniz Universität Hannover[1]
- 2011: Uhlhorn-Plakette